# Gongyō
Gongyō (jap. 勤行) kommt aus dem Japanischen und kann als „fleißige Ausübung“ übersetzt werden. 
Der Terminus wird in einer Vielzahl buddhistischer Schulen verwendet und bezieht sich auf das rituelle Rezitieren von Abschnitten buddhistischer Sutren und Mantras. 
Meist wird solch eine Gebetszeremonie, egal ob in einem Tempel oder privaten Haushalt, vor einem religiösen Objekt der Verehrung (Honzon) wie zum Beispiel einer Statue, Schriftrolle oder Ahnentafel vollzogen.
Anstatt Gongyo wird solch eine religiöse Zeremonie auch als O-tsutome (お勤め) oder Shōjin (精進) bezeichnet.
Siehe auch: Shōdaigyō